# Thylacoleo carnifex
Thylacoleo carnifex, tobolčarski lav, je izumrla vrsta mesojednog tobolčara koji je živio u Australiji od ranog do kasnog pleistocena (prije 1,6 milijuna – 46 tisuća godina). Unatoč imenu, nije usko povezan s lavom, ali je član reda Diprotodontia, jedne od taksonomskih skupina australskih tobolčara. 

## Opis
Vrsta spada u rod Thylacoleo i najveći je poznati sisavac mesožder i za koji se ikad postojao u Australiji, te jedan od većih tobolčarskih zvijeri na svijetu (usporediv s vrstama iz roda Thylacosmilus i Borhyaena, ali manji od Proborhyaenidae). Pojedine jedinke bile su visoke do oko 75 cm u ramenu i oko 150 cm od glave do repa. Mjerenja uzeta na brojnim uzorcima pokazuju da su u prosjeku imalu tjelesnu masu između 101 to 130 kg, s najvećim primjercima do 164 kg. To je otprilike veličina današnjih lavica i tigrica. 
Životinja je bila izuzetno robusna, snažno građenih čeljusti i vrlo snažnih prednjih udova. Imala je uvlačne kandže, jedinstvenu osobinu među torbarima. To omogućava da kandže ostanu oštre, štiteći ih od trošenja na tvrdim površinama. Kandže su bile pogodne za osiguravanje plijena i za penjanje na drveće. Prvi prsti ("palčevi") na svakoj ruci bile su polu-suprotstavljene i imale su uvećanu kandžu. Paleontolozi vjeruju da bi se to koristilo za hvatanje plijena, kao i za sigurno držanje na debla i grane drveća. Stražnja stopala imala su četiri funkcionalna prsta, a prvi je prst bio znatno smanjen, ali je imao hrapavu podlogu sličnu onoj kod oposuma, što je moglo pomoći u penjanju. Otkriće uzorka koji je obuhvaćao kompletne stražnje noge 2005. godine pružilo je dokaze da je torbani lav pokazivao sindaktiliju (srasli drugi i treći prst) kao i drugi diprotodonti.
Stražnji dijelovi tijela ove vrste također su bili dobro razvijeni, iako u manjoj mjeri od njenog prednjeg dijela. Ostaci životinje pokazuju da je imala relativno debeo i snažan rep, a kralješci subna donjoj strani imali ševrone gdje bi rep dodirivao tlo. Oni su služili za zaštitu kritičnih elemenata kao što su živci i krvne žile, u situaciji kada se životinja repom podupire na stražnjim nogama, slično kao što to čine današnji klokani. Zauzimanjem ovog stava oslobađali bi prednje udove za napad na žrtvu.
Otkriće cjelovitih kostura s očuvanim i repom i ključnom kosti u australskoj špilji Komatsu u mjestu Naracoorte i špilji Flight Star u ravnici Nullarbor, ukazuju na to da je ova životinja imala debeo i krut rep koji je obuhvaćao polovicu dužine kičmenog stuba. Rep se možda koristio u nekim ponašanjima koja nisu viđena kod drugih tobolčara, a vjerojatno je neprestano bio uzdignut. Otkriće klavikule ukazuje na to da se ova životinja mogla kretati na način sličan kretanju modernog tasmanskog vraga.

### Evolucijski odnosi
Vjeruje se da su preci porodice Thylacoleonidae bili biljojedi, što je neobično za mesojede. Kranijanske osobine i arborealna obilježja sugeriraju da Thylacoleonidae imaju zajedničkog pretka s vombatima. Dok su drugi kontinenti međusobno razmjenjivali mnoge svoje grabežljivce, budući da su bili povezani kopnom, australijska izolacija uzrokovala je da su mnoge njene biljojedne vrste postale mesojedi.  Nekada se smatralo da mnoge osobine koje asociraju na oposume ukazuju na to da je evolucijski put marsupijalnog lava krenuo od pretka iz podreda Phalangeriformes, međutim, znanstvenici se slažu da istaknutija obilježja sugeriraju podrijetlo iz podreda Vombatiformes. Međutim, nedavno otkriveni Microleo životinja je poput oposuma.